# Louis Pierre Vieillot

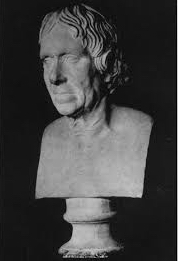
Büste von Louis Pierre Vieillot

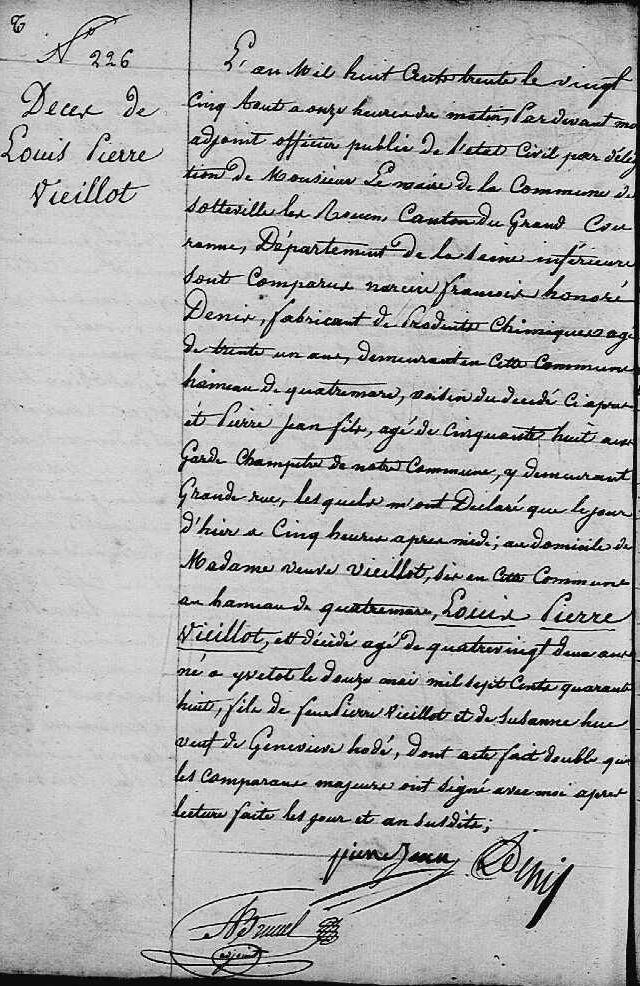
Eintrag des Todes von Louis Pierre Vieillot am 24. August 1830 in Sotteville-lès-Rouen

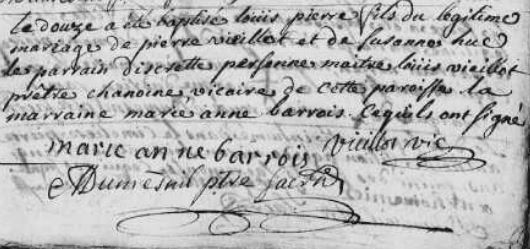
Eintrag der Taufe von Louis Pierre Vieillot am 12. Mai 1748 in Yvetot

Louis Pierre Vieillot, oft fälschlich Louis Jean Pierre Vieillot, (* 10. Mai 1748 in Yvetot in der Haute-Normandie; † 24. August 1830 in Sotteville-lès-Rouen) war ein französischer Ornithologe. Vieillot beschrieb als erster eine Vielzahl von Vögeln, besonders die, die er auf seiner Karibik- und Nordamerika-Reise beobachtete. Immer noch sind 26 Vogelgattungen, die er publiziert hat, in wissenschaftlichem Gebrauch. Er war einer der ersten Ornithologen, die den Federwechsel im Besonderen und das Verhalten der Vögel in der Natur sowie deren Anatomie studierten.

## Leben und Wirken
Laut Taufeintrag vom 12. Mai 1748 hießen seine Eltern Pierre Vieillot und Suzanne geb. Hüe. Sein Pate war der Vikar und Kanoniker von Yvetot Maistre Louis Vieillot, seine Patin Marie Anne Barrois. Über seine Jugend und seine Brüder Jean Baptiste Pierre  (1750-), Nicolas Augustin (1751–1799) und seiner Schwestern Françoise Louise Suzanne (1752–1786) sowie Rose Félicité (1759-) ist praktisch nix bekannt. Später siedelte er nach Sotteville-lès-Rouen und betrieb dort mit seinem drei Jahre jüngeren Bruder Nicolas Augustin ein wichtiges Produktions- und Handelsunternehmen mit bedruckten und bunten Baumwollstoffen und -bändern.
Er war geschäftlich auf der Insel Hispaniola tätig, die heute von Haïti und der Dominikanischen Republik geteilt wird. Während der Französischen Revolution musste er jedoch in die Vereinigten Staaten fliehen. Hier begann er die Vögel Nordamerikas für fast zehn Jahre zu studieren und sammelte Material für sein Werk Histoire naturelle des oiseaux de l'Amérique septentrionale (1807/08).
Er kehrte 1800 nach Frankreich zurück, wo er einen Posten als Autor des Bulletin des Lois bekam. Vieillot schrieb aber weiter über Vögel, er gab Histoire naturelle et générale des colibris, oiseaux-mouches, jacamars et promerops (1802) mit Illustrationen seines Freundes Jean-Baptiste Audebert  heraus, gefolgt von Histoire naturelle des plus beaux oiseaux chanteurs de la zone torride (1805).
Mit Analyse d'une nouvelle ornithologie élémentaire (1816) entwickelte er die heute noch teils angewandte ornithologische Systematisierung, die er in weiteren Beiträgen im Nouveau Dictionnaire d'Histoire Naturelle (1816–1819) weiter fortsetzte und ausbaute. 1820 setzte er das 1790 von Pierre Joseph Bonnaterre begonnene Tableau encyclopédique et méthodique fort. Des Weiteren schrieb er auch Faune française (1820–30).
Er starb in Armut und hinterließ eine Witwe.

## Dedikationsnamen
Mit einigen zoologischen Namen wird Vieillots heute ehrenvoll gedacht, beispielsweise verwendete William Elford Leach 1815 im Artepitheton des Blutbrust-Bartvogels Lybius vieilloti seinen Namen. Für ihn fand in der englischen Literatur auch der Trivialname Vieillot's Barbet Einzug. Charles Lucien Jules Laurent Bonaparte korrigierte 1850 in seinem Conspectus generum avium den Namen Saurothera vetula (Lafresnaye & Vieillot) zu Saurothera vieilloti für den Puerto-Rico-Kuckuck (Coccyzus vieilloti), da Linnaeus diesen bereits 1758 für den Jamaikakuckuck (Coccyzus vetula) verwendete.
In seinem Oiseaux dorés ou à reflets métalliques aus dem Jahre 1802 beschrieb und illustrierte Vieillot den Kolibri L'Oiseau-mouche à ventre gris. Dieser wurde 1812 von George Shaw als eigene Art erkannt und hat heute den Status einer Unterart der Zwergelfe (Mellisuga minima vielloti), die in englischer Literatur auch als Viellot's Hummingbird vorkommt. Da Shaw den Namen beständig falsch schrieb, ist nach den Internationalen Regeln für die Zoologische Nomenklatur die falsche Schreibweise des Namens heute gültig. Drei Jahre zuvor hatte Shaw den Viellotine Hawk Falco Viellotinus beschrieben. Den Namen wählte er, da Charles Nicolas Sigisbert Sonnini de Manoncourt (1751–1812) bei seiner Beschreibung von Le Petit Malfini darauf hinwies, dass es Vieillot war, der ihn auf den Unterschied zu anderen damals bekannten Arten hinwies. Heute wird der Name als Synonym für den Eckschwanzsperber (Accipiter striatus Vieillot, 1808) betrachtet. Auch Frédéric de Lafresnaye machte ihm mit dem wissenschaftlichen Namen einer Unterart des Zimttyrannen (Pyrrhomyias cinnamomeus vieillotioides) 1848 seine Aufwartung. Mit dem Namen Tangara mexicana vieilloti, einer Unterart der Türkistangare, revidierte 1856 Philip Lutley Sclater eine Analyse von Bonaparte aus dem Jahr 1851 und ehrte den Mann, der diese in seinem Nouveau Dictionnaire d'Histoire Naturelle als Tanagra flaviventris als Erster beschrieben hatte.
Charles Payraudeau nannte 1826 in seinem Werk Catalogue descriptif et méthodique des annelides et des mollusques de l'ile de Corse eine Art der Kreiselschnecken Monodonta Vieillotii, die er dem Ornithologen Vieillot widmete. Diese Art gilt heute als ungültiges Taxon und es könnte sich um ein Synonym für Clanculus cruciatus oder Homalopoma sanguineus handeln.

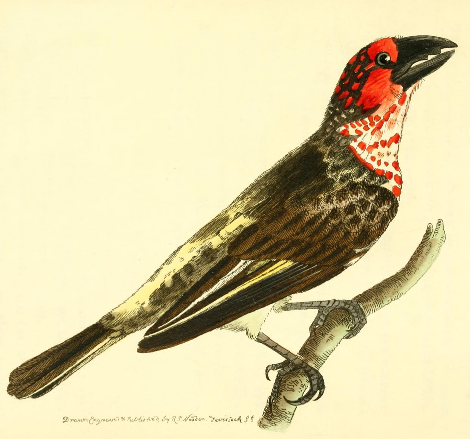
Blutbrust-Bartvogel (Lybius vieilloti) gemalt von Richard Polydore Nodder (bl. 1786–1820)
Monodonta vieillotii gemalt von Félix Édouard Guérin-Méneville (1799–1874)
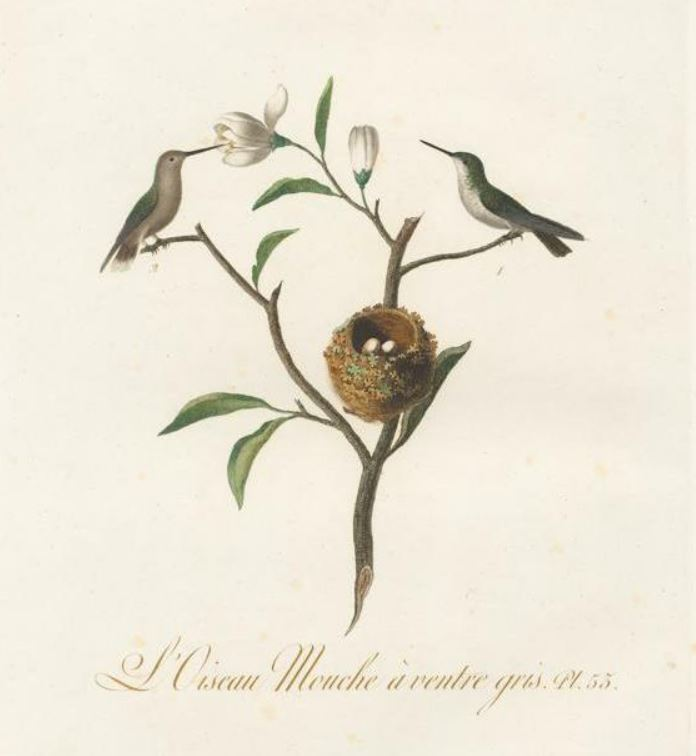
Zwergelfen-Unterart (Mellisuga minima vielloti)

## Werke (Auswahl)
- Histoire naturelle des plus beaux oiseaux chanteurs de la zone torride. Dufour, Paris 1805.
- Histoire naturelle des oiseaux de l'Amérique septentrionale. Desray, Paris 1807/08.
- Analyse d'une nouvelle ornithologie élémentaire. d'Éterville, Paris 1816.
- Mémoire pour servir à l'histoire des oiseaux d'Europe. Turin 1816.
- Ornithologie. Lanoe, Paris 1818.
- Faune française ou Histoire naturelle, générale et particulière des animaux qui se trouvent en France. Le Vrault & Rapet, Paris, Strasburg, Brüssel 1820–30.
- La galerie des oiseaux du cabinet d'histoire naturelle du jardin du roi. Aillard & Constant-Chantpie, Paris 1822–25.
- Ornithologie française ou Histoire naturelle, générale et particulière des oiseaux de France. Pelicier, Paris 1830.